# Maison Billaud
La maison Billaud est une maison située à Fontenay-le-Comte, dans le département de la Vendée en région Pays de la Loire.
Elle fait l'objet d'un classement et d'une inscription au titre des monuments historiques depuis 1983.

## Localisation
Le monument est situé 2 rue Gaston Guillemet et 4 rue de la Harpe à Fontenay-le-Comte, dans le département de la Vendée.

## Description
L'édifice est constitué de deux logis séparés par une cour ; une seconde cour, au sud-ouest du second logis, donne sur la rue de la Harpe. Les façades antérieures des deux logis sont en pierre de taille, les façades postérieures en moellon. Quant au toitures, elles sont toutes en tuile.

## Historique
La maison Billaud fut construit durant la Renaissance et appartenait à la famille Billaud, qui fut l'une des plus vieilles familles calvinistes de la ville. L'un de ses membres, François, fut l'un des chefs du protestantisme en Bas-Poitou.
La demeure communément désignée sous les appellations pittoresques de "la Courpe", "l’Artichaut" et "la Pomme de Pin" relève, sous l’Ancien Régime, du fief de Guinefolle. La construction initiale de son logis donnant sur la rue, ainsi que l’étage de soubassement de sa partie postérieure, peut être attribuée, d’après les caractéristiques stylistiques, au milieu du XVIᵉ siècle. Ultérieurement, vers la fin de ce même siècle ou au tout début du XVIIᵉ, l’arrière de l’édifice fut modifié pour édifier un second logis, engendrant la création d’une cour centrale. Celle-ci résultait de la transformation d’un espace anciennement voûté, dont les travées latérales furent conservées, tandis qu’on y ajouta des galeries de liaison. 
Les sources notariales abondantes, bien que dépourvues de marchés explicites, permettent de penser que le premier logis fut commandité par Catherine Regnaud, qui en fit don à ses neveux, les Garipault. Le second logis, quant à lui, pourrait avoir été édifié sur l’initiative de Bernard Garipault, décédé en 1587, ou de sa veuve, Jeanne de Saint-Martin, ultérieurement remariée à Jean Thomas. Des visites détaillées des lieux furent conduites en 1678 et en 1736. Peu après cette dernière inspection, des travaux furent entrepris, notamment la réfection de la façade sur rue, laquelle porte la date de 1742.
Les descriptions minutieuses consignées lors des visites de 1678 et de 1736 permettent de reconstituer avec une certaine précision l’apparence originelle de la façade du XVIᵉ siècle. Celle-ci présentait, à gauche, une porte d’accès au couloir, tandis qu’une travée centrale disposait d’une boutique au rez-de-chaussée, surmontée à chaque étage d’une grande croisée, et d’une petite fenêtre de comble. Au second étage, deux tourelles en encorbellement complétaient l’ensemble.
Au XVIIIᵉ siècle, la propriété fut divisée, puis, vers 1940, reconstituée grâce à l’acquisition par la ville de Fontenay du second logis, qu’elle vint adjoindre au premier, déjà en sa possession. En 1939, l’architecte Émile Boutin élabora un ambitieux projet de restauration, qui toutefois ne fut pas exécuté. Parmi ses propositions figurait la création d’une cour antérieure par la démolition de la façade sur rue.
La façade sur cour, l'escalier, la salle voutée du rez-de-chaussée de l'édifice sont classés au titre des monuments historiques en 1983 ; La façade et la toiture sur rue sont inscrites au titre des monuments historiques également en 1983.